# Eurotiomycetidae
Eurotiomycetidae Tehler – podklasa Eurotiomycetes – grzybów z typu workowców (Ascomycota).

## Systematyka
Pozycja w klasyfikacji według Index Fungorum: Eurotiomycetidae, Eurotiomycetes, Pezizomycotina, Ascomycota, Fungi.
Według aktualizowanej klasyfikacji Index Fungorum bazującej na Dictionary of the Fungi do podklasy Eurotiomycetidae należą:
- rząd Arachnomycetales Gibas et al. 2002
- rząd Ascosphaerales Gäum. ex Benny & Kimbr. 1980
- rząd Eurotiales ex Benny & Kimbr. 1980
- rząd Onygenales Cif. ex Benny & Kimbr. 1980
- rząd incertae sedis
  - rodzina Eremascaceae Engl. & E. Gilg 1924
  - rodzina incertae sedis
    - rodzaje: Amaurascopsis Guarro, Gené & De Vroey 1992, Azureothecium Matsush. 1989, Calyptrozyma Boekhout & Spaay 1995, Leiothecium Samson & Mouch. 1975, Pisomyxa Corda 1837, Pseudospiromastix Guarro, Stchigel & Cano 2014, Samarospora Rostr. 1892, Veronaia Benedek 1961[2].